# 湖畔南方古猿
湖畔南方古猿，又名南方古猿湖畔種，是一種南方古猿。牠的首個化石只有一個於1965年在肯雅圖爾卡納湖東部上新世地層發現的肱骨。這個標本被臨時編入南方古猿屬中，並是屬於400萬年前。於1987年，加拿大考古學家Allan Morton在這個位點附近發現一些化石碎片。6年後古人類學家米芙·利基等人再在這個地方發掘出更多的人科化石碎片，包括完整的下頜骨，這個下頜骨像黑猩猩 ，但牙齒卻像人類。於1995年，米芙·利基等人將這些化石與阿法南方古猿比較，並命名為湖畔南方古猿。
雖然發掘隊沒有發現任何臀部、肢或腳，米芙·利基相信湖畔南方古猿經常攀樹。早期的人亞科仍然保有攀樹的習性，直至首個人屬於250萬年前出現。湖畔南方古猿有很多特徵都像阿法南方古猿，故有可能是其直接祖先。湖畔南方古猿相信是生存於410-390萬年前。最古老的標本是在介乎417-412萬年前的火山灰中發現，與阿法南方古猿的化石紀錄屬於同一時期。
已發現的湖畔南方古猿化石有上下顎、頭顱骨碎片、並脛骨的上下部份。另外，在卡納波依發現的肱骨碎片亦是屬於湖畔南方古猿的。
於2006年亦發表了新的湖畔南方古猿化石，牠的分佈地擴展至埃塞俄比亞的東北部。這些新發現的化石包括了已知最大的人科犬齒，及最古老的南方古猿大腿骨。發現的地方是中阿瓦什，亦是其他幾個其他南方古猿的地方。距離這個位點只有6里的地方，正是發現始祖地猿的位點。地猿是更為原始的人科，較湖畔南方古猿要古老20萬年，足以填補人科在南方古猿以前的演化歷史。

## 外部連結
- (ArchaeologyInfo.com) C. David Kreger, "Australopithecus anamensis" （页面存档备份，存于）
- PBS Origins of Humankind （页面存档备份，存于）
- Article about 2007 discovery （页面存档备份，存于） (July 2007)